# Аутобиографија (Бранислав Нушић)
Аутобиографија Бранислава Нушића представља жанровски сложено и у нашој књижевности изузетно дело. Оно истовремено представља пишчеву аутобиографију, роман и филозофију живота.
Ово дело Нушић је објавио 1924. године, поводом јубилеја 45 година књижевног рада и 60 година живота.
Аутобиографија је обавезна лектира у основној школи у Србији. То је књига и за децу и за одрасле, која се може читати током целог живота.

## О делу
Аутобиографију је Нушић написао 1924. године, када је већ био зрео, остварен и угледан српски писац. По многима је ово Нушићево најдуховитије дело. Позиција писца, уз његов комедиографски дар, пресудно је утицала на карактер овог дела и на пишчеву свест о аутобиографији као књижевном или публицистичком делу.
Ретки су наши књижевници који су у форми аутобиографије писали о властитом животу, а само је Нушић у свом животопису третирао себе као јунака комедије. Управо чињеница да дело поседује главног јунака и описује његов живот као својеврсну пустоловину сврстава Аутобиографију у лепу књижевност, односно чини је врстом романа.
У Аутобиографији Нушић на изузетно духовит начин говори о свом детињству и младости које је провео у Београду и Смедереву. Чињенице о рођењу, школским данима, женидби и уласку у свет одраслих постају грађа за урнебесне заплете, неочекиване обрте, комедију ситуације, испуњену раздраганим, добронамерним хумором. Филозофија живота издвојена је као посебна особина овога дела зато што од почетка до краја емпиријски и духовито разматра све феномене живота и човека, као процес који се у делу прати од рођења до смрти. Нушићева аутобиографија писана је другачије од већине других аутобиографија, пре свега искрена, са аутентичним описом сопственог живота, препуна ироније од које није поштедео никога. Ни себе, ни своју породицу, ни пријатеље, ни друштво у коме је живео.
Пратећи свој живот писац се непрестано руга уобичајеном биографском стилу и квазинаучном језику којим се пишу биографије „великих људи”, мада је свестан да и сам спада у „велике људе”. О свом животу пише као о животу неког другог, обичног човека, описујући живот са иронијом и горчином искуства. Највидљивији резултат оваквог приступа је хумор, а најдубљи смисао живота и човековог постојања на овом свету.